# Andernay
Andernay – miejscowość i gmina we Francji, w regionie Grand Est, w departamencie Moza.
Według danych na rok 1990 gminę zamieszkiwało 229 osób, a gęstość zaludnienia wynosiła 53 osób/km² (wśród 2335 gmin Lotaryngii Andernay plasuje się na 816. miejscu pod względem liczby ludności, natomiast pod względem powierzchni na miejscu 1071.).